# Aleksander Tomasz Kiełczewski
Aleksander Tomasz Kiełczewski herbu Abdank (zm. w 1726 roku) – chorąży lubelski w latach 1725–1726, stolnik lubelski w latach 1709–1725, cześnik lubelski w latach 1684–1709.
Był konsyliarzem województwa sandomierskiego w konfederacji tarnogrodzkiej 1715 roku.